# ジャン＝バティスト・ベシェール
ジャン＝バティスト・ベシエール （Jean-Baptiste Bessières, 1768年8月6日 - 1813年5月1日）は、フランス革命戦争・ナポレオン戦争期の軍人。帝国元帥。

## 生涯
ベシェールは1768年8月10日、フランス南部カオール近郊の町プレサックに生まれた。青年時代は医師を目指しており、この頃に後に元帥となるジョアシャン・ミュラと親交を結んだ。
23歳の時に軍に入隊し、短期間ルイ16世の王宮守備隊として働いた。その後、スペイン方面軍、東部ピレネー方面軍、モゼル軍と次々と転属した。彼はたちまちその剛勇さで知られるようになった。
1796年から始まったイタリア戦役ではナポレオンに随行し、ロヴェレートの戦いで顕著な働きを見せた。この活躍により、ナポレオンから目を付けられた。さらにリヴォリの戦いでも活躍し、ナポレオンからの個人的信頼を得た。そして、シュタイアーマルク侵攻では先導役を務めた。
エジプト遠征に際してはアッコ包囲戦 (1799年)、アブキールの戦いでの勝利に貢献した。
1800年に勃発したマレンゴの戦いでは執政近衛隊を率いた。しかし、味方部隊が 奮闘している中、大した動きを見せず、終盤になってようやく騎兵突撃を行った。この騎兵突撃は一定の成功を収めたものの、敵軍に決定的な損害を与えることは無く、結局ケレルマンの見事な騎兵突撃によって勝敗が決まった。
1802年に師団長に昇進した。
1804年に帝国元帥となり、皇帝親衛隊の軍団長に任命された。この人事には多くの批判が起こり、マルモン将軍は「ベシェールが元帥になれるのであれば、誰でも元帥になれる。」と評した。
1805年2月2日にはレジオン・ドヌール・グラン・テグル勲位、鉄冠コマンドゥール勲位を授与された。
1806年にはイエナの戦い、ビエジェンの戦いで戦った。
1807年にはアイラウの戦い、フリートラントの戦いで戦った。これらの戦いにおける活躍により3つの勲位を授与され、ヴュルテンベルク駐在大使となった。
1808年、西部ピレネー偵察軍団司令官に任命されたが、間もなく半島戦争のため、スペイン方面に派遣された。同年7月14日に勃発したメディナ・デル・リオ・セコの戦いでは14,000人ほどの兵力で22,000人以上のスペイン軍を打ち破った。その後、ブルゴスの戦いでイギリス軍相手に勝利を収め、ジョゼフ・ボナパルトとともにマドリードに入城した。
同年11月9日、スペイン方面軍予備騎兵隊の指揮権を与えられ、ソモシエラ、マドリード、グアダラハラで戦った。
1809年に勃発したオーストリア戦役では大陸軍予備騎兵部隊司令官となり、ラントシュタットの戦い、ノイマクルトの戦い、エベルスベルクの戦い、エスリンクの戦い、ヴァグラムの戦いに参戦した。
エスリンクの戦いでは数に勝る敵軍相手に善戦した。しかし、以前より犬猿の仲であったランヌ元帥は彼の慎重な戦いぶりを良しとせずベシェールを罵った。ベシェールもこれに応じ2人は決闘になりかけたが、マッセナ元帥の必死の制止によってことなきを得た。
ヴァグラムの戦いでも善戦したが、危うく死にかけ、みすみす敵軍の捕虜を逃すという失態を犯した。
同年3月28日、イストリア公爵となり、ベルナドットに変わって北部方面軍の司令官に任命された。そして、ブリュンゲンの戦いでの勝利に貢献した。
1810年、皇帝親衛隊のパリ司令官に任命された。同年3月18日にはストラスブールの総督となった。
1811年、再びスペイン方面軍に転属となり、反乱軍の鎮圧に努めた。5月3日〜5日に起こったフエンテ・デ・オニョロの戦いではマッセナ元帥の下で皇帝親衛隊騎兵部隊を率いた。しかし、決定的な局面で同部隊を投入しなかったため、引き分けという結果を招いた。9月20日にはパリに戻った。
1812年から始まったロシア遠征では皇帝親衛隊の騎兵部隊指揮官に任命された。同年9月7日に勃発したボロジノの戦いでは同部隊の投入に反対し、決定的な勝機を逃した。
1813年4月10日、皇帝親衛隊司令官に任命された。
同年5月1日、味方部隊の指揮中に敵軍の砲弾が腰部に直撃し、即死した。44歳であった。日頃から彼に目をかけていたナポレオンは訃報を聞き、非常に悲しんだという。彼が亡くなった日はリュッツェンの戦いの前日であった。

## 人物像

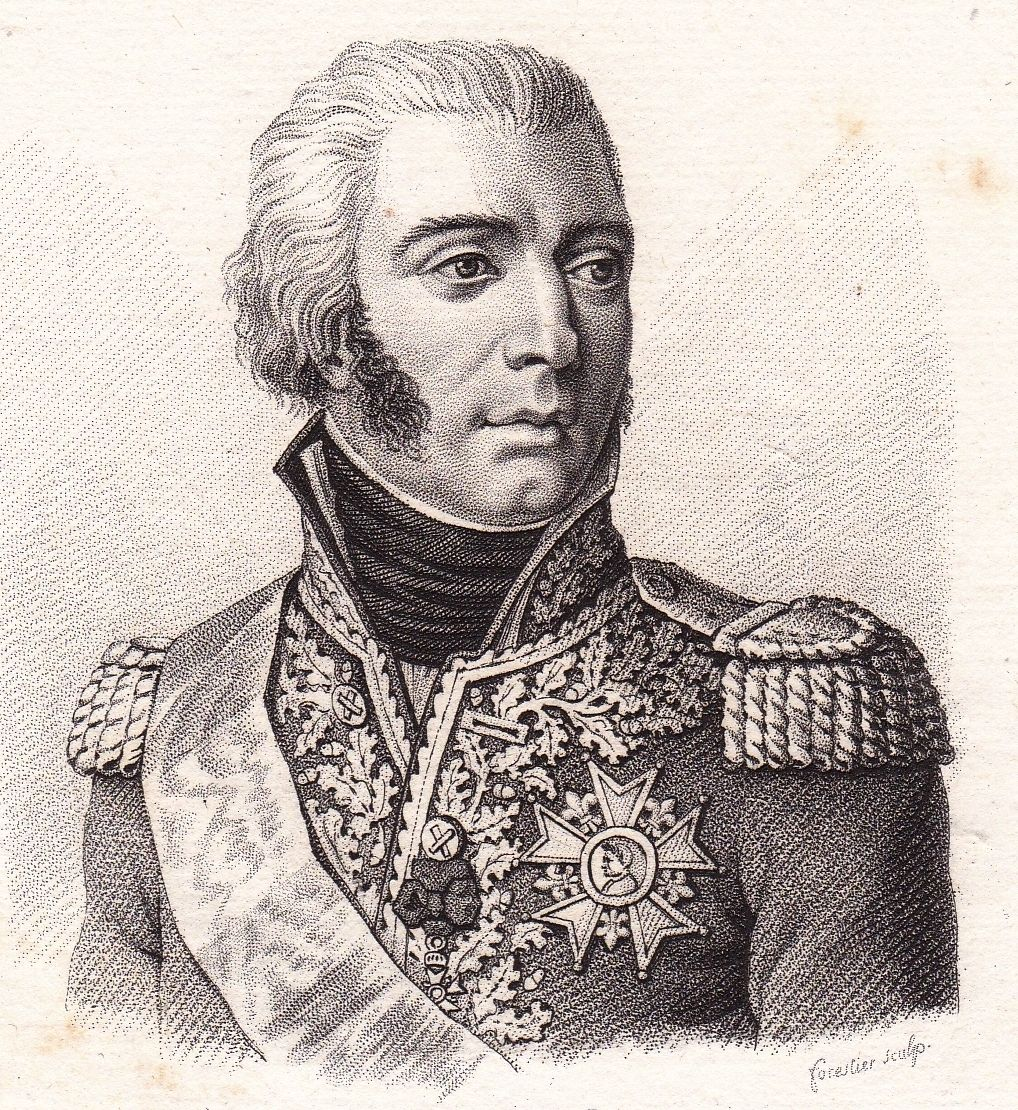
ジャン＝バティスト・ベシエール

ベシェールはきちんとした礼儀作法をわきまえており、姿形もどこか風雅めいていた。性格も清廉かつ、気立てが良いのでナポレオンの元帥の中では最も紳士的であったといわれている。また、その人柄ゆえに多くの部下に慕われた。
軍事指揮官としては慎重かつ剛毅であった。そのため、部隊指揮官としては凡庸であったが、司令官としては優秀であった。
ジョアシャン・ミュラの唯一無二の親友であり、ミュラとジャン・ランヌがナポレオンの妹カロリーヌとの結婚を巡って競争になった際にはミュラの肩を持ったという。
前述の通り、ランヌとは犬猿の仲であった。
東京富士美術館にロベール・ルフェーブルによるベシェール夫人の肖像画が所蔵されている。